# فيصل الشايجي
فيصل الشايجي ممثل كويتي شارك في عدة أعمال تلفزيونية أشهرها مسلسل درب الزلق في دور الضابط المبلغ وجملته الشهيرة «بلاغ من الرئاسة» ومسلسل الأقدار توقف عن التمثيل في فترة الثمانينيات وترك المجال الفني.

## أعماله

### المسلسلات
- مملكة العجائب
- الأقدار
- درب الزلق
- سباعية خولة بنت الازور
- مسلسل ابن العطار

### المسرحيات
- عشاق حبيبة
- إمبراطور يبحث عن وظيفة
- فوضه
- أوبريت بين الماضي والحاضر